# Straßenbahn Palma
| Streckenlänge: | 10 km |                            |                            |
| |       |                            |                            |
| \| \| \| Plaça d’Espanya \| \| \| \| \| Porta de Sant Antoni \| \| \| \| \| Porta des Camp \| \| \| \| \| Palau de Congressos \| \| \| \| \| Parc de Can Palou \| \| \| \| \| Teatre del Mar \| \| \| \| \| La Gruta \| \| \| \| \| Ciutat Jardí \| \| \| \| \| Torre d’en Pau \| \| \| \| \| nach Mercapalma \| \| \| \| \| Sant Joan de Déu \| \| \| \| \| Es Carnatge \| \| \| \| \| Cala Estància \| \| \| \| \| Ses Fontanelles \| \| \| \| \| \| \| \| \| \| Aeroport-Parque Industrial \| \| \| \| \| Aeroport-Arribades \| \| \| \| \| Aeroport - Sortides \| \| |       |                            |                            |
| U-Bahn-Kopfbahnhof Streckenanfang (Strecke außer Betrieb) |       | Plaça d’Espanya            | Plaça d’Espanya            |
| U-Bahn-Bahnhof (Strecke außer Betrieb) |       | Porta de Sant Antoni       | Porta de Sant Antoni       |
| U-Bahn-Bahnhof (Strecke außer Betrieb) |       | Porta des Camp             | Porta des Camp             |
| U-Bahn-Bahnhof (Strecke außer Betrieb) |       | Palau de Congressos        | Palau de Congressos        |
| U-Bahn-Bahnhof (Strecke außer Betrieb) |       | Parc de Can Palou          | Parc de Can Palou          |
| U-Bahn-Bahnhof (Strecke außer Betrieb) |       | Teatre del Mar             | Teatre del Mar             |
| U-Bahn-Bahnhof (Strecke außer Betrieb) |       | La Gruta                   | La Gruta                   |
| U-Bahn-Bahnhof (Strecke außer Betrieb) |       | Ciutat Jardí               | Ciutat Jardí               |
| U-Bahn-Bahnhof (Strecke außer Betrieb) |       | Torre d’en Pau             | Torre d’en Pau             |
| U-Bahn-Abzweig geradeaus und nach links (Strecke außer Betrieb) |       | nach Mercapalma            | nach Mercapalma            |
| U-Bahn-Bahnhof (Strecke außer Betrieb) |       | Sant Joan de Déu           | Sant Joan de Déu           |
| U-Bahn-Bahnhof (Strecke außer Betrieb) |       | Es Carnatge                | Es Carnatge                |
| U-Bahn-Bahnhof (Strecke außer Betrieb) |       | Cala Estància              | Cala Estància              |
| U-Bahn-Bahnhof (Strecke außer Betrieb) |       | Ses Fontanelles            | Ses Fontanelles            |
| U-Bahn-Strecke Anfang Hochstrecke (außer Betrieb) |       |                            |                            |
| U-Bahn-Bahnhof (Strecke außer Betrieb) |       | Aeroport-Parque Industrial | Aeroport-Parque Industrial |
| U-Bahn-Bahnhof (Strecke außer Betrieb) |       | Aeroport-Arribades         | Aeroport-Arribades         |
| U-Bahn-Kopfbahnhof Ende Hochstrecke (Strecke außer Betrieb) |       | Aeroport - Sortides        | Aeroport - Sortides        |

Die Straßenbahn Palma war zum einen in den Jahren 1891 bis 1959 ein Straßenbahnnetz auf der Baleareninsel Mallorca, das auf Busverkehr umgestellt wurde. Zum anderen war es, unter dem Namen Trambadía, zu Beginn des 21. Jahrhunderts ein nicht realisiertes Straßenbahnprojekt. Für rund 185 Millionen Euro sollten der Flughafen Son Sant Joan und die Plaça d’Espanya miteinander verbunden werden. Eine Verwirklichung ist Stand 2024 unwahrscheinlich.

## Geschichte

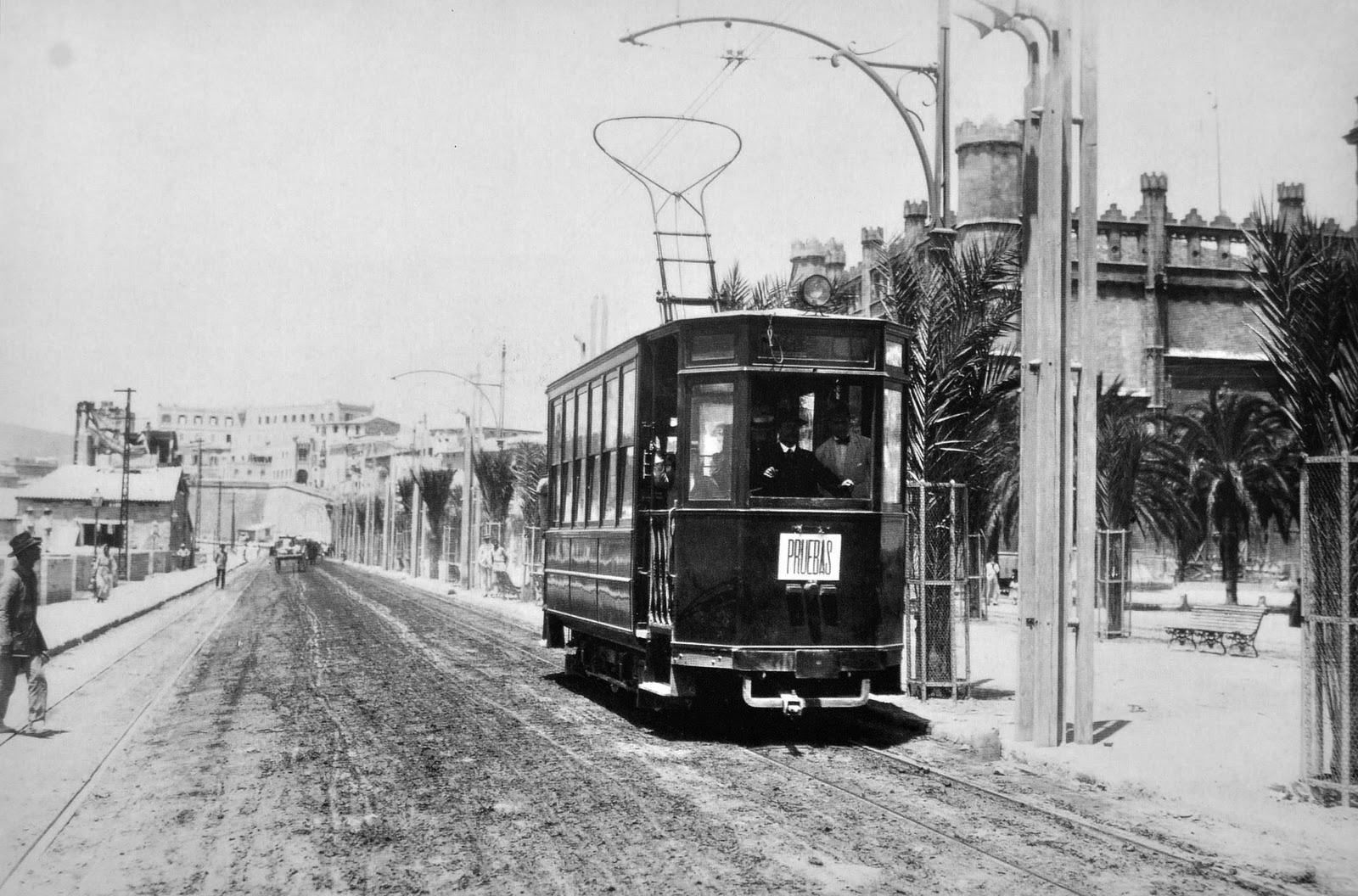
Straßenbahn Palma um 1910

Während in den 1870er und 1880er Jahren Städte wie Barcelona und Valencia Straßenbahnlinien mit Pferde- oder Dampfantrieb eröffneten, gab es dieses Transportmittel in Palma überhaupt nicht. Im Jahr 1890 wurde die „Sociedad Mallorquina de Tranvías“ gegründet, die die erste Linie zwischen Plaça de Cort und Portopi über Passeig de Sagrera, Santa Catalina und Terreno baute. Die Strecke wurde 1891 eingeweiht. Die Fahrzeuge wurden von Maultieren gezogen. Die gewählte Spurweite betrug einen englischen Yard (0,9144 m). 
In der zweiten Hälfte der 1890er Jahre begann man dann in Spanien mit der Elektrifizierung der ersten Straßenbahnnetze, beginnend in Bilbao (1896), Madrid (1898) und Barcelona (1899), was hier zu einer erheblichen Ausweitung der bestehenden Netze führte. In Palma wurde erst im Jahre 1914 ein Unternehmen namens „Sociedad General de Tranvías Eléctricos Interurbanos de Palma“ gegründet, dessen Ziel es war, bestehende Strecken zu erwerben und zu elektrifizieren sowie neue zu bauen. 
Am 1. Juli 1916 ging die erste elektrische Straßenbahn in Betrieb. Die Elektrifizierung erfolgte mit 600 V Gleichstrom. Der Stromanschluss erfolgte über Lichtbogenwagen. Im selben Jahr wurden zwei neue Linien eingerichtet: die Ringlinie durch die Straßen des Zentrums und die Can Capes-Linie, die von der Plaça de Sant Antoni abfuhr und nach Can Capes führte, wo sich die Depots befanden.
Im Jahr 1920 begann eine neue Phase der Erweiterung des Netzes mit der Eröffnung neuer Linien oder der Erweiterung bestehender Linien auf Mallorca: in Cal Català (1920), Pont d'Inca (1920), El Molinar (1920), Coll d'en Rabassa (1921), Son Roca (1921), Gènova (1922), La Soledat (1922), Establiments (1926), Can Pastilla und S’Arenal (1926), El Coliseu (1929). Alle Linien wurden elektrifiziert, mit Ausnahme des Abschnitts zwischen Can Pastilla und Arenal, auf dem benzinbetriebene Straßenbahnen eingesetzt wurden und der zunächst nicht zur Konzession der SGTEI gehörte. Von 1934 bis 1936 verkehrte ein kombinierter Dienst, der einen seiner Terminals im Hafen hatte.
Im Jahre 1941 wurde der Betrieb zwischen Coll d'en Rabassa und Arenal eingestellt, ab 1948 wurde der Abschnitt zwischen Palma und Coll d'en Rabassa durch eine Omnibuslinie ersetzt.
In der zweiten Hälfte der 1950er Jahre wurde das Straßenbahnnetz schrittweise stillgelegt. Als erste Linie wurde die Strecke Cal Català (1955) geschlossen, gefolgt vom Abschnitt zwischen Pont d'Inca und Can Capes (1957). Im Jahr 1958 kam es zu einer Massenstilllegung von Linien, die in Omnibuslinien umgewandelt wurden, und nur die Establiments-Linie und die Can Capes-Linie, die die Depots bedienten, blieben in Betrieb. Diese beiden Straßenbahnlinien wurden schließlich Anfang 1959 ebenfalls stillgelegt.

## Planungen im 21. Jahrhundert
Erste Planungen für eine Wiedereinführung der Straßenbahn sahen eine Verbindung vom Krankenhaus Son Espases im Norden über den Flughafen bis zum Bezirk Platja de Palma im Südosten Palmas vor. Bei einem anvisierten Baubeginn 2011 hätte, nach 31 Monaten Bauzeit, 2013 die Inbetriebnahme erfolgen sollen. Die Strecke sollte rein oberirdisch u. a. über die Avenidas und bis in die wichtigsten Touristengebiete der Stadt wie Can Pastilla oder S’Arenal geführt werden.
Eine zweite Strecke sollte das Stadtzentrum von Palma über den Paseo Marítimo, Cala Mayor, Portals Nous, Palmanova und Magaluf mit dem weit im Westen liegenden Santa Ponça verbinden.
Das Projekt wurde aufgrund der Weltfinanzkrise 2007–2008 und der Wechsel der regionalen und lokalen Regierungen im Jahr 2011 vorübergehend eingestellt.
Am 22. Mai 2015 gab die Stadtregierung bekannt, dieses öffentliche Verkehrsprojekt mit Unterstützung der Regionalregierung wiederzubeleben, und nahm im Jahr 2018 den Bau einer Straßenbahnlinie vom Stadtzentrum zum südöstlich gelegenen Flughafen in den Nahverkehrsplan 2019–2026 (proyecto estratégico de transporte público) auf. Im November 2020 genehmigte die Generaldirektion für Mobilität der Regionalregierung die entsprechende Vorstudie mit Streckenbeginn an der Plaza de España, wo sich unter der Erde der gemeinsame Endbahnhof der Metro de Palma und der Serveis Ferroviaris de Mallorca sowie auf der Oberfläche direkt daneben der Endbahnhof des Ferrocarril de Sóller befinden. Einen Monat später wurde die Verlängerung von der Plaza de España nach Norden bis zum Krankenhaus Son Espases als zweite Phase vorgestellt, nach anderer Quelle sollte dieser Abschnitt unter Mitnutzung der Gleise der Bahnstrecke nach Soller zuerst realisiert werden. Gerechnet wurde mit Gesamtkosten von 380 bis 400 bzw. 485 Millionen Euro.
Im November 2022 wurden die Planunterlagen für die nun Trambadía genannte Straßenbahn öffentlich ausgelegt. Der erste Abschnitt führt von der Plaza de España bis zum Flughafen, ist 10,88 km lang und weist 16 Haltestellen auf. Bei einer Fahrzeit von 31 Minuten soll ein 10-Minuten-Takt angeboten werden. Gleichzeitig wurde die spanische Zentralregierung gebeten, die ursprünglich zugesagten Mittel erneut bereitzustellen. Baubeginn sollte ursprünglich 2023 sein.
Nach dem erneuten Wechsel der Regionalregierung im Juni 2023 wurde das Vorhaben nicht in den Haushalt 2024 aufgenommen, weil die neue Regierung die notwendigen Zuschüsse der Zentralregierung als nicht mehr gesichert betrachtete. Eine Realisierung der Straßenbahn ist auch deshalb derzeit unwahrscheinlich, da die Regionalregierung aktuell eine Bahnstrecke zum Flughafen präferiert.